# Brakel (Gueldre)
Pour les articles homonymes, voir Brakel.
Brakel est un village néerlandais de la commune de Zaltbommel, situé dans la province du Gueldre.

## Géographie
Brakel est situé à l'ouest de Zaltbommel, dans la partie nord-ouest du Bommelerwaard, sur la rive gauche du Waal. Il y a une liaison par bac avec l'autre rive du fleuve et la route de Leerdam.

## Histoire
Jusqu'au 1er janvier 1999, Brakel était une commune indépendante. En 1840, cette commune comptait 158 maisons et 1 096 habitants.
En 1955, la commune fut agrandie avec les communes de Poederoijen et de Zuilichem et une partie du territoire de la commune de Nederhemert. Le 1er janvier 1999, Brakel a été rattaché à Zaltbommel.

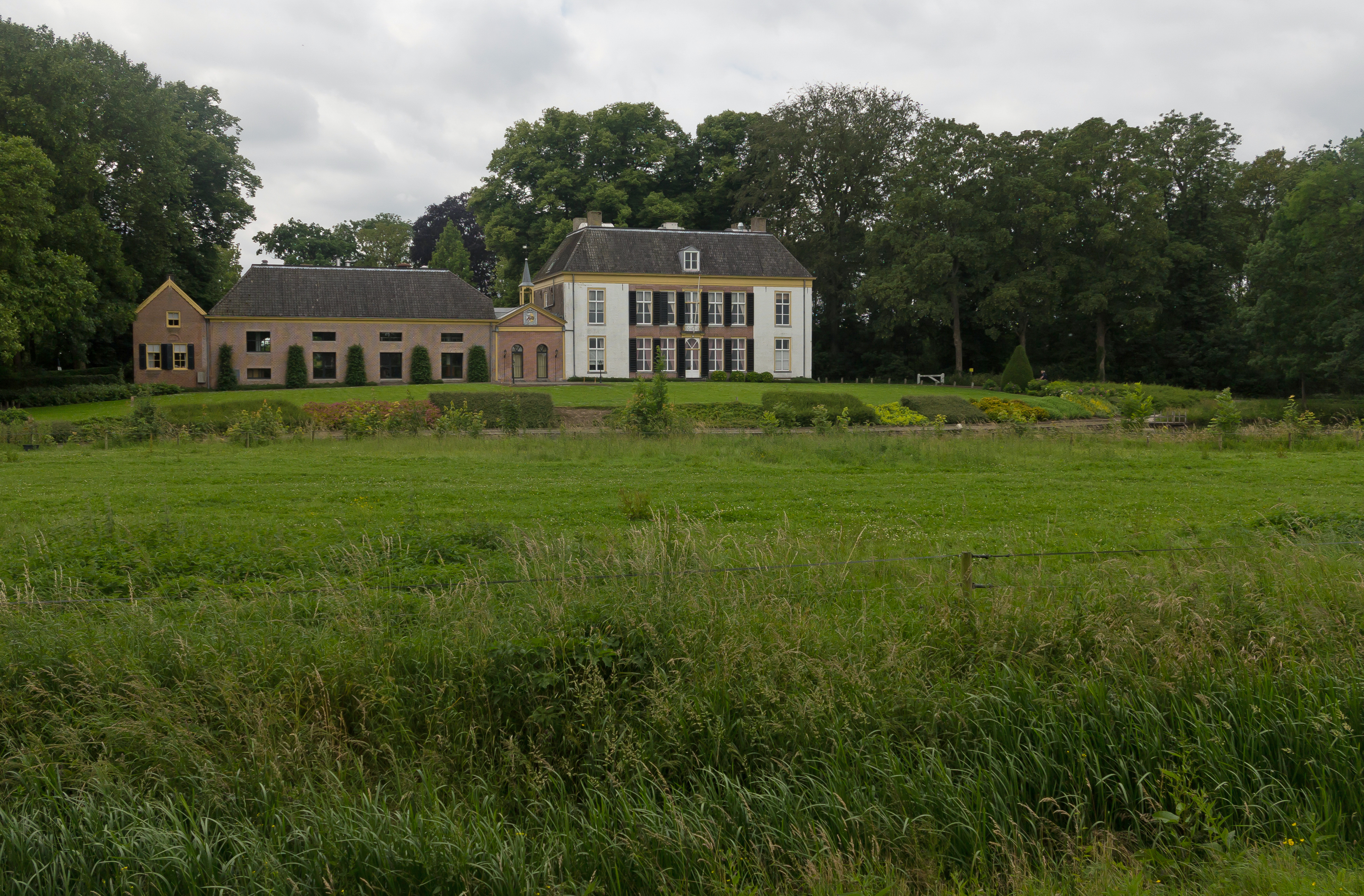
Brakel, villa: Huis Brakel

## Référence
1. ↑  Alphabetisch register van alle bewoonde oorden des Rijks, Departement van Oorlog, Éd. Erven Doorman, 's-Gravenhage, 1850